# Inspektorat Miechów Armii Krajowej
Inspektorat Miechów AK – terenowa struktura Okręgu Kraków AK.

## Skład organizacyjny
Organizacja w 1944:
- Obwód Miechów
- Obwód Olkusz
- Obwód Pińczów

## Żołnierze inspektoratu
- kpt. Łukasz Grzywacz-Świtalski – komendant inspektoratu[2]
- por. rez. inż. Piotr Massalski ps. „Morena” – komendant Obwodu Miechów[2]
- Stefan Napieralski
- por. kaw. rez. Władysław Zakrzeński – oficer sztabu[2]